# Антонио Петровић
Антонио Тони Петровић (Котор, 24. септембар 1982) црногорски је ватерполиста који наступа за ријечко Приморје и репрезентацију Црне Горе.

## Играчка каријера

### Клуб

#### Чин први, почетак:Приморац(1990—2005)
Антонио Петровић је почео да тренира ватерполо у осмој години живота. Већ као шеснаестогодишњак је постао првотимац (1998), али Приморац, иако квалитетан тим, крајем 90-их и почетком 2000-их, није могао да парира најјачим клубовима у земљи – прво Бечеју, потом и комшијском Јадрану – па је освојен само један Куп Србије и Црне Горе (2002/03), а на континенталном нивоу највећи успјех представља пласман у четвртфинале Лиге шампиона (2003/04). Которане је тада, против руског Штурма, само један гол дијелио од пласмана на фајнал-фор. Након сезоне 2004/05. Приморац запада у финансијску кризу, играчки кадар почиње да се осипа, па Петровић одлази у Италију.

#### Чин други, интернационалац:Салерно(2005—2007)
Двије сезоне у просјечном италијанском клубу, осуђеном да се бори за опстанак у најквалитетнијој лиги на свијету, нијесу толико скренуле пажњу јавности на Петровићеве игре, колико су му помогле да стекне искуство, пријеко потребно за успјешне наступе у предстојећим годинама.
Салерно је 2005/06. завршио на седмом мјесту, а 2006/07. је, према промијењеном систему такмичења, био шести у Групи 2, што је значило да иде у борбу за опстанак у елитном рангу.
У међувремену, финансијска ситуација у Котору се поправила, па се Тони 2007. вратио у матични клуб.

#### Чин трећи, најбоље године:Приморац(2007—2011)
Приморац је 2006/07. неочекивано освојио титулу првака Црне Горе, па су у сезону 2007/08. ушли прилично амбициозно. Вратили су неке веома важне играче, међу њима и Петровића. Титула је одбрањена, а тим је у љето 2008. додатно појачан. Оснажили су се и конкуренти – прије свих, Јадран и Будва – па су трофеји у националним оквирима изостали, али је зато освојен онај најзначајнији – трофеј побједника Евролиге. Которани су у четвртфиналу елиминисали најљућег конкурента, Јадран, да би, потом, на фајнал-фору, били бољи од Југа (9—6) и фаворизованог Про Река (8—7). Општи је утисак да је најважнији играч Которана у овој кампањи био управо Тони Петровић. Потпуно је зауставио нападаче противника, а многи су били мишљења да је заслужио признање за најкориснијег играча турнира.
У сезони 2009/10. Приморац је успио да освоји Суперкуп Европе и Куп Црне Горе, али у националном првенству и Јадранској лиги није имао шанси против Јадрана. Ипак, у Евролиги је направио сензацију тиме што је, баш као и претходне године, у четвртфиналу почистио комшије из Новог, у полуфиналу Југ, али се, у финалу, Про Реко, овога пута, показао као прејак противник (3—9).
Посљедња Тонијева сезона у Приморцу није била нарочито успјешна. Клуб је стигао до финала Купа Црне Горе, али није освојио ниједан трофеј, услиједио је финансијски колапс, па су се играчи разишли.
Тони је опет отишао у Италију, овога пута у Савону, знатно бољи и амбициознији клуб него што је то 2005. био Салерно.

#### Чин четврти, повратак на чизму:Савона(2011—2013)
Савона је 2011/12. представљала скуп искусних италијанских играча – актуелних и бивших репрезентативаца – ојачан присуством Млађана Јановића и Тонија Петровића. Одбрањен је трофеј побједника Еврокупа (побједа над Сабадељом – 14:9 и 6:8), док је у Серији А1 освојено треће мјесто у регуларном дијелу сезоне, а у полуфиналу доигравања боља је била Бреша (2-1 у серији, 8-6 у посљедњој утакмици). Петровић је оправдао епитет одличног дефанзивца.
У сезони 2012/13. опет је освојено треће мјесто у Серији А1, али је, изненађујуће, у четвртфиналу доигравања претрпљен пораз од Аквакјаре. Савона је догурала до финала Купа Италије, али није могла да надјача Про Реко (9—13), док је, на континенталном нивоу, у оквиру Еврокупа крајњи домет био – пласман у полуфинале. У италијанском окршају, боља је била Флоренција (6-8, 11-11).
На крају те сезоне, стигла је одлична понуда ријечког Приморја, па је Петровић промијенио средину.

#### Чин пети, нова младост:Приморје(2013— )
Ријечки тим је доживио ренесансу онога тренутка када је прешао у власништво Габријелеа Волпија који се већ доказао резултатима са Про Реком. У сезонама 2013/14. и 2014/15. освојене су трипле крупне – првенство Хрватске, куп Хрватске и Јадранска лига – а у Лиги шампиона се стизало до полуфинала (2013/14) и финала (2014/15). Тони је, као врстан дефанзивац, дао изузетан допринос освајању поменутих трофеја.

#### Клупски трофеји:
- Побједник Евролиге са Приморцем (1): 2008/09.
- Побједник Суперкупа Европе са Приморцем (1): 2009/10.
- Побједник Еврокупа са Савоном (1): 2011/12.
- Побједник Јадранске лиге са Приморјем (2): 2013/14, 2014/15.
- Првак Црне Горе са Приморцем (1): 2007/08.
- Првак Хрватске са Приморјем (2): 2013/14, 2014/15.
- Побједник Купа Србије и Црне Горе са Приморцем (1): 2002/03.
- Побједник Купа Црне Горе са Приморцем (1): 2009/10.
- Побједник Купа Хрватске са Приморјем (2): 2013/14, 2014/15.

### Репрезентација
За вријеме трајања Државне заједнице Србије и Црне Горе, било је теже упасти у састав репрезентације, него освојити медаљу на великом такмичењу, па се Петровићу није пружила прилика да заигра за плаве делфине. Био је испод радара селектора и након осамостаљења Црне Горе, све док се није афирмисао освајањем Евролиге са Приморцем 2009. Од тада је стандардан у првом тиму и наступао је на сваком такмичењу у наредних пет година.
Привремено се повукао из репрезентације након Европског првенства 2014. па га није било у саставу за Свјетску лигу и Свјетско првенство 2015. али се, доласком Владимира Гојковића на мјесто селектора, вратио у национални тим.
Са црвеним ајкулама је освојио следеће медаље:
- сребрну медаљу на Свјетском првенству 2013.
- сребрну медаљу на Европском првенству 2012.
- златну (2009), сребрну (2010) и двије бронзане медаље (2013, 2014) у Свјетској лиги

Два пута му је за длаку измакла медаља. На Олимпијским играма 2012. и Европском првенству 2014. Црна Гора је заузела четврто мјесто.